# Cool McCool
Cool McCool ist eine US-amerikanische Zeichentrickserie, die vom 10. September 1966 bis zum 30. August 1969 auf NBC in der Erstausstrahlung zu sehen war. In Deutschland war die Serie 1988 im Rahmen von Bim Bam Bino auf Tele 5, zuletzt auf tm3 im Nachmittagsprogramm zu sehen. Erfunden wurde die Figur von Batman-Erfinder Bob Kane. Die Serie wurde von Al Brodax für King Features produziert. Während in den USA 20 Shows à 3 Episoden (in jeder Show zwei Storys von Cool McCool und eine über dessen Vater Harry McCool) gezeigt wurden, sendete Tele 5 jede Episode einzeln. Somit kommt man auf 40 Episoden über "Cool McCool" und 20 über "Harry McCool".

## Inhalt
Cool McCool ist für die Secret Inc. als Geheimagent tätig. Doch anders als sein Vater, der als Polizist seine Fälle immer durch eine gewisse Klugheit und Präzision gelöst hat, ist er eher ungeschickt und tölpelhaft. Sein Chef Nummer Eins ist bei dieser Ungeschicklichkeit meistens der Leidtragende.
Seine Gegner sind Jack-in-the-Box, Rattler, Hurricane Harry, Owl, Dr. Madcap und Greta Ghoul. Sie versuchen immer wieder, die Stadt in Angst und Schrecken zu versetzen und Cool McCool aus dem Weg zu räumen. Doch die Ungeschicklichkeit und Zerstreutheit von Cool McCool sind nicht nur seine Schwächen, sondern retten ihm auch immer wieder das Leben.

## Vorspann
Die Titelmelodie Cool McCool stammt aus der Feder von Ron Goodwin und Bernard Green, die auch die einzelnen Episoden mit Musik ausgestattet haben. Im Intro ist zu sehen, wie die Gegner von Cool McCool versuchen, ihn umzubringen und es nicht schaffen, allerdings entgeht er den Anschlägen eher durch Glück als durch Geschicklichkeit; anschließend fliegt er auf direktem Wege zu seinem Chef und sagt: „Gefahr ist mein Geschäft“.

## Synchronisation
Die meisten Figuren wurden von Chuck McCann gesprochen, er übernahm die Rolle von Nummer Eins, Jack-in-the-Box und zahlreiche Familienangehörigen von Cool McCool. Bob McFadden sprach die Rolle von Cool McCool, Harry McCool und Dr. Madcap. Carol Corbett übernahm die Stimmen von Friday und Greta Ghoul.
In der deutschen Synchronisation wird Cool McCool von Thomas Karallus gesprochen.

## Veröffentlichungen
In den USA ist die komplette Serie auf 3 DVDs erschienen. In Deutschland wurden einige Folgen der Serie auf vier VHS-Kassetten veröffentlicht.
Im Juli 2015 veröffentlichte KSM GmbH die komplette Serie als 3 DVD-Set.